# Strongylamma
Strongylamma is een geslacht van sponsdieren uit de klasse van de Demospongiae (gewone sponzen).

## Soorten
- Strongylamma arenosa (Vacelet & Vasseur, 1971)
- Strongylamma baki (van Soest, 1984)
- Strongylamma carteri (Dendy, 1895)
- Strongylamma nigra Moraes, 2011
- Strongylamma wilsoni (Dendy, 1922)